# VTB Bank
VTB Bank (russo: ПАО Банк ВТБ, ex Vneshtorgbank) è una delle più grandi banche della Russia.
VTB Bank e le sue filiali fanno parte del grande gruppo finanziario russo VTB Group (Gruppo VTB), offrendo un'ampia scelta di servizi finanziari e prodotti nel mercato russo, in Europa, Asia, Africa e negli Stati Uniti. Le filiali più grandi sono VTB 24 e la Banca di Mosca.
Nel 2012 nella classifica di Fortune 500 era alla 446ª posizione mentre è al 210º posto delle 500 più grandi società in Europa.

## Storia
VTB Bank è stata fondata come Vneshtorgbank nel 1990 con il sostegno della Banca di Stato russa e del Ministero delle Finanze. È stata costituita come società a responsabilità limitata con l'obiettivo di promuovere l'integrazione della Russia nell'economia globale.
Nel 2004, la banca ha acquisito per ina cifra simbolica una partecipazione di maggioranza dell'85,8% in Guta Bank, poi riorganizzata in una banca al dettaglio, Vneshtorgbank 24 (VTB24).   La banca ha rilevato anche l'Armberbank armena (in seguito ribattezzata VTB Armenia) e nel 2005 il 75% della Promstroybank (PSB), che è stata riorganizzata come Bank VTB North-West e in seguito è diventata il Centro regionale nord-occidentale di VTB. Nello stesso periodo ha anche acquistato la banca ucraina Mriya, successivamente fusa con VTB Bank (Ucraina).

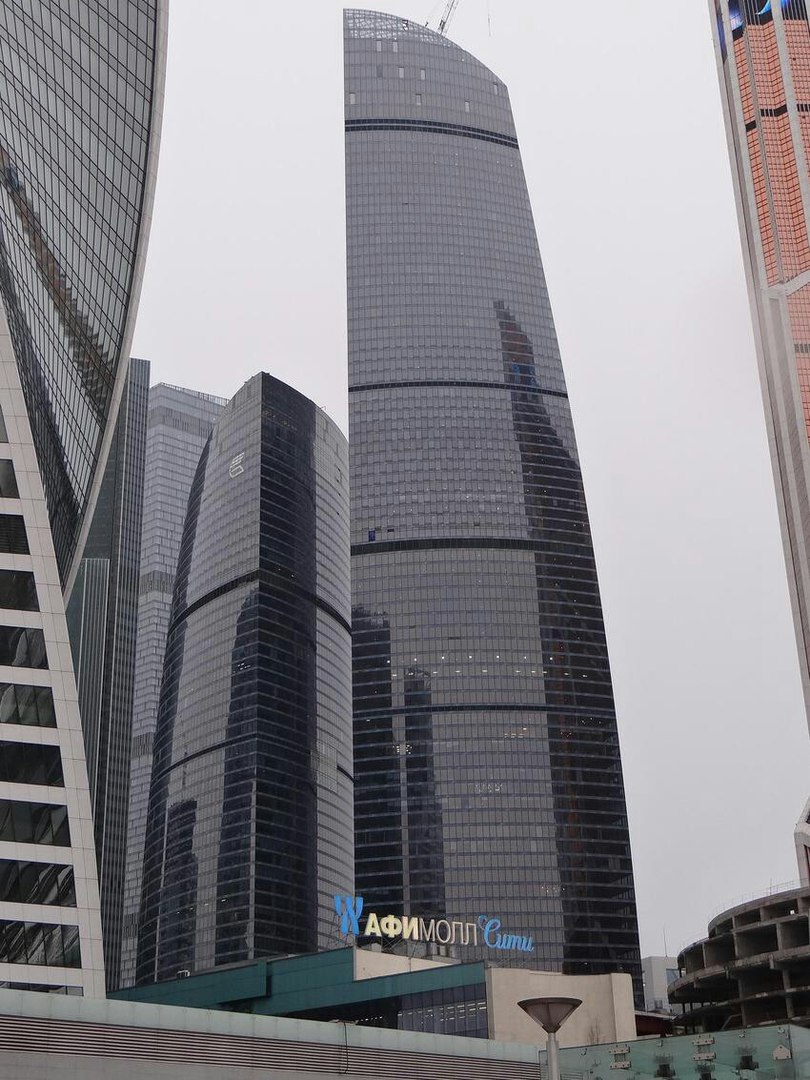
Torre della Federazione, sede della Banca di Mosca

Nel 2007, la banca ha creato una filiale in Angola nota come VTB África. Quindi ha rilevato Slavneftebank in Bielorussia, ribattezzata  in seguito VTB Belarus. Nel giugno 2007 VTB è diventata la prima banca russa a offrire un'offerta pubblica iniziale (IPO), raccogliendo 8 miliardi di dollari in quella che all'epoca è stata la più grande IPO bancaria internazionale.
Nel 2008, la banca ha acquisito una partecipazione del 51% in AF Bank in Azerbaigian da AF Holding International, in seguito ribattezzata VTB Azerbaijan.  Nel 2010, il consiglio di amministrazione ha approvato l'acquisizione graduale di TransCreditBank dalle Ferrovie russe. Nel 2013, VTB ha effettuato un'offerta pubblica secondaria (SPO) che ha raccolto 102,5 miliardi di rubli (3,3 miliardi di dollari) e diluito la quota del governo russo in VTB dal 75,5% al 60,9%.

## Azionisti
Il principale azionista di VTB è il governo russo, che possiede il 60,9% del capitale attraverso la sua Agenzia federale per la gestione della proprietà statale. Le restanti azioni sono suddivise tra i possessori dei suoi global depository receipts e gli azionisti di minoranza, sia individui che società.
Nel febbraio 2011, il governo ha lanciato un ulteriore 10% di VTB Bank. Gli investitori privati, che hanno pagato un totale di 95,7 miliardi di rubli (3,1 miliardi di dollari) per le attività, includevano i fondi di investimento Generali, TPG Capital, China Investment Corp, un fondo sovrano responsabile della gestione delle riserve valutarie cinesi e società affiliate all'uomo d'affari Suleiman Kerimov.
Nel maggio 2013 VTB ha completato un'offerta pubblica secondaria (SPO), emettendo 2,5 trilioni di nuove azioni aggiuntive mediante sottoscrizione pubblica. Tutte le azioni sono state collocate nella Borsa principale di Mosca. Il governo non ha partecipato all'SPO, quindi la sua partecipazione nella banca è scesa al 60,9%. La banca ha raccolto 102,5 miliardi di rubli di capitale aggiuntivo. Tre fondi sovrani, la norvegese Norges Bank Investment Management, Qatar Holding LLC e lo State Oil Fund of the Republic of Azerbaijan (SOFAZ) e la banca commerciale China Construction Bank sono diventati i maggiori investitori durante la SPO, dopo aver acquistato più della metà delle azioni aggiuntive emesse.

## Filiali
Le filiali ad aprile:
| Company's name                                                                | Share  |
| ----------------------------------------------------------------------------- | ------ |
| VTB24 Bank                                                                    | 100%   |
| Insurance company VTB Insurance                                               | 100%   |
| VTB Capital                                                                   | 100%   |
| VTB-Leasing                                                                   | 100%   |
| Bank of Moscow                                                                | 100%   |
| Multicarta                                                                    | 100%   |
| VTB Dolgovoi centre                                                           | 100%   |
| VTB Pension administrator                                                     | 100%   |
| VTB Factoring                                                                 | 100%   |
| VTB Registrar                                                                 | 100%   |
| Hals-Development                                                              | 96.44% |
| VTB Arena                                                                     | 75.00% |
| VTB Real Estate                                                               | 100%   |
| VTB Bank (Austria) AG (incl. VTB Bank (Deutschland) AG, VTB Bank (France) SA) | 100%   |
| VTB Bank (Ukraine)                                                            | 99,97% |
| VTB Bank (Armenia)                                                            | 100%   |
| VTB Bank (Georgia)                                                            | 96,31% |
| VTB Bank (Belarus)                                                            | 100%   |
| VTB Bank (Kazakhstan)                                                         | 100%   |
| VTB Bank (Azerbaijan)                                                         | 51 %   |
| Banco VTB Africa, SA (Angola)                                                 | 50.1%  |
| National Post Bank (ex. Leto Bank)                                            | 50 %   |